# ام‌بی-۵ مارتین بکر
ام‌بی-۵ مارتین بکر (به انگلیسی: Martin-Baker_MB_5) یک هواگرد ملخ‌پیشین تک‌موتوره از نوع جنگنده ساخت شرکت Martin-Baker است. هواگرد ام‌بی-۵ مارتین بکر نخستین پروازش را در ۲۳ مه ۱۹۴۴ میلادی انجام داد. در مجموع، تعداد ۱ فروند از این هواگرد ساخته شده‌است.